# Nick Roud
Nicholas Sean Roud (* 26. Mai 1989) ist ein britischer Schauspieler.
Seine bekannteste Rolle war die des George Llewelyn Davies aus dem Film Wenn Träume fliegen lernen, in dem er zusammen mit Kate Winslet, Johnny Depp und Freddie Highmore spielte.